# Guillermo Almada
Jorge Guillermo Almada Alves (* 18. Juni 1969 in Montevideo) ist ein uruguayischer Fußballtrainer und ehemaliger -spieler, der vorwiegend im Mittelfeld zum Einsatz kam. 

## Leben

### Spieler
Almada begann seine Laufbahn 1985 beim Defensor Sporting Club, für den er in 3 Etappen über einen Zeitraum von insgesamt fast 10 Jahren spielte und zweimal die uruguayische Fußballmeisterschaft gewann. 2 weitere Stationen von ihm waren unter anderem beim Tacuarembó FC sowie bei River Plate Montevideo, für die er nach dem Ende seiner aktiven Laufbahn auch als Trainer verantwortlich war.

### Trainer
Sein erstes Engagement als Cheftrainer hatte Almada bei seinem ehemaligen Verein Tacuarembó FC, bei dem er zuvor bereits als Assistenztrainer im Einsatz war. 2011 unterschrieb er bei seinem ebenfalls früheren Verein River Plate Montevideo, mit dem er 2012 das Meisterschaftsvorbereitungsturnier mit der Bezeichnung Torneo Preparación gewann. 2015 wechselte er zum ecuadorianischen Barcelona Sporting Club, mit dem er 2016 die ecuadorianische Fußballmeisterschaft gewann.
Seit 2019 ist Almada in Mexiko tätig, wo er zunächst den Club Santos Laguna trainierte und aktuell die Mannschaft des CF Pachuca betreut. Bereits dreimal erreichte er mit den von ihm trainierten Mannschaften die Finalspiele um die mexikanische Fußballmeisterschaft; zunächst mit Santos Laguna in der Clausura 2021 und anschließend zweimal in Folge mit dem CF Pachuca. Während seine Mannschaften bei den ersten beiden Finalteilnahmen unterlagen, war Pachuca beim zweiten Versuch erfolgreich und gewann die Apertura 2022. 
Das Erreichen der Finalspiele in 3 von 4 aufeinander folgenden Turnieren sorgte schnell dafür, dass der „uruguayische Guardiola“, der den Fußball beim CF Pachuca „revolutioniert“ hat, als Trainerkandidat für die mexikanische Fußballnationalmannschaft gehandelt wird. Bereits in den Jahren 2012 und 2015 war Almada zum „besten Trainer Uruguays“ gewählt worden.

## Erfolge

### Als Spieler
Defensor Sporting
- Uruguayischer Meister: 1987, 1991

### Als Trainer
Barcelona SC
- Ecuadorianischer Meister: 2016

CF Pachuca
- Mexikanischer Meister: Apertura 2022

River Plate Montevideo
- Sieger des Torneo Preparación: 2012